# Boring Test Tunnel
Il Boring Test Tunnel è un tunnel costruito a Hawthorne nel 2018 dalla Boring Company per testare il trasporto basato sul sistema Hyperloop basato su treni spinti in tubi a bassa pressione e il sistema Loop per far transitare veicoli terrestri.